# Phare de Punta Faragoza
Le phare de Punta Faragoza est un phare actif de l'île Margarita (Antilles vénézuéliennes), sur le territoire de la municipalité d'Antolín del Campo dans l'État de Nueva Esparta au Venezuela. Le phare appartient à la marine vénézuélienne et il est géré par l'Oficina Coordinadora de Hidrografía y Navegación (Ochina).

## Histoire
Le  phare, mis en service en 1997, est situé sur un promontoire à environ 10 km au sud-ouest de la pointe nord-est de l’île Margarita. Il est accessible par un sentier de randonnée depuis une plage prisée du côté est du promontoire.

## Description
Ce phare est une tour hexagonale en maçonnerie , avec une galerie et lanterne de 23 m de haut. Le phare est peint avec des bandes blanches et rouges horizontales. Il émet, à une hauteur focale de 85 m, un éclat blanc d'une seconde par période de 10 secondes. Sa portée est de 20 milles nautiques (environ 37 km).
Identifiant : ARLHS : VEN-017 (033) - Amirauté : J6501 - NGA : 17162 .

## Caractéristique dufeu maritime
Fréquence : 10 secondes (W)
- Lumière : 1 seconde
- Obscurité : 9 secondes

|              |
| Localisation |

|          |
| Le phare |

### Lien connexe
- Liste des phares du Vénézuela